# Calosota shyama
Calosota shyama är en stekelart som beskrevs av T.C. Narendran 1996. Calosota shyama ingår i släktet Calosota och familjen hoppglanssteklar. Inga underarter finns listade.